# Casinaria tolstoyi
Casinaria tolstoyi là một loài tò vò trong họ Ichneumonidae.